# Port lotniczy Gwangju
Port lotniczy Gwangju (IATA: KWJ, ICAO: RKJJ) – port lotniczy położony w Gwangju, w Korei Południowej.